# Himawari Akaho
Himawari Akaho (赤穂 ひまわり, Akaho Himawari, Ishikawa, 28 de agosto de 1998) é uma jogadora japonesa de basquete profissional que atualmente joga pelo Denso Iris da Women's Japan Basketball League.
Ela conquistou a medalha de prata nos Jogos Olímpicos de Verão de 2020 com a seleção do Japão.